# Jessie Andrews
Jessie Andrews (Miami, Flórida, Estados Unidos, 22 de março de 1992) é uma atriz pornográfica, designer de jóias, DJ e modelo americana. Jessie Andrews está no ramo da pornografia desde 2010.

## Prêmios e indicações
- 2013 - AVN Award -  Indicada melhor atriz pornô do ano
- 2013 - XBIZ Award - Indicada Female Performer of the Year
- 2012: XBIZ Award for Acting Performance of the Year – Female in Portrait of a Call Girl (Elegant Angel)[1]
- 2012: XBIZ Award for Best New Starlet[1]
- 2012: AVN Award for Best Actress in Portrait of a Call Girl (Elegant Angel)[2]